# St. Patrick katonai temető
A St. Patrick katonai temető (St. Patrick’s Cemetery) egy első világháborús katonai sírkert a franciaországi Loos-en-Gohelle közelében.

## Története
A területen a francia és brit csapatok a loosi csata idején kezdtek temetni. Nagyon sok ír katona került a sírkertbe a 16. (ír) Hadosztály elesett tagjai közül. A temetőt 1918 júniusában zárták le, de utána még áthelyeztek oda exhumált halottakat a Loos és Hulluch közötti csataterekről. A St. Patrickben a Nemzetközösség 583 hősi halottja nyugszik. Negyvenegy halottat nem sikerült azonosítani, 23 sírt pedig ágyútűz semmisített meg. A temetőben 570 brit, 53 francia, 13 kanadai és egy német alussza örök álmát. A sírkert 3001 négyzetméteres, téglafal veszi körül.
A halottak között van Thomas Wasley, a Gloucestershire Ezred 1. zászlóaljának közlegénye is, aki mindössze 16 éves volt, amikor 1916. április 28-án elesett a harcokban.